# Ruedi Kappenberger
Ruedi Kappenberger (Lugano, 6 oktober 1917 - 11 mei 2012) was een Zwitsers voetballer die speelde als aanvaller en hij was ook dokter van beroep.

## Carrière
Kappenberger startte zijn carrière bij SC Zug waar hij na twee seizoenen over stapte naar FC Lugano. Na twee seizoenen daar stapte hij opnieuw over nu naar FC Basel waar hij tot in 1948 zou spelen. Hij werd landskampioen in 1941 met Lugano en won in 1947 de beker met Basel.
Hij speelde zeven interlands voor Zwitserland waarin hij vijf keer kon scoren.
Hij waarschuwde in 1943 vanuit zijn doktersopleiding al voor de gevaren van alcohol en topsport. Hij verwijst naar het verbod dat er op dat moment al was in Engeland en dat spelers beter moeten omgaan met hun lichaam.

## Erelijst
- FC Lugano
  - Landskampioen: 1941
- FC Basel
  - Zwitserse voetbalbeker: 1947